# HD 3346
HD 3346 är en dubbelstjärna belägen i den norra delen av stjärnbilden Andromeda, som också har variabelbeteckningen V428 Andromedae. Den har en genomsnittlig skenbar magnitud av ca 5,14 och är svagt synlig för blotta ögat där ljusföroreningar ej förekommer. Baserat på parallax enligt Gaia Data Release 2 på ca 5,0 mas, beräknas den befinna sig på ett avstånd på ca 660 ljusår (ca 202 parsek) från solen. Den rör sig närmare solen med en heliocentrisk radialhastighet på ca -33 km/s. Stjärnans skenbara magnitud är minskad med 0,16 enheter på grund av fördunkling genom interstellärt stoft.

## Egenskaper
Primärstjärnan HD 3346 A är en orange till röd jättestjärna av spektralklass K6 IIIa. Den har en radie som är ca 48 solradier och har ca 1 000 gånger solens utstrålning av energi från dess fotosfär vid en genomsnittlig effektiv temperatur av ca 3 900 K.
HD 3346 är en enkelsidig spektroskopisk dubbelstjärna med en omloppsperiod av 576 dygn och en excentricitet på 0,3. Värdet av a sin(i) är 5,1 ± 0,6 Gm (0,0341 ± 0,0040 AE), där a är halva storaxeln och i är den (okända) omloppsbanans lutning, vilket ger ett minimivärde för den faktiska halva storaxeln. Den är en kortperiodig halvregelbunden variabel (typ SRS), även kallad en ultra-liten-amplitud pulserande röd jätte. Den har en amplitud på endast 0,065 magnitud. Den huvudsakliga pulseringsperioden är 11,5 dygn, men andra perioder av 11, 15 och 22 dygn har observerats. 

## Planetsystem
År 1996 meddelades det att variationerna i stjärnans radiella hastighet var större än väntat. Ett planetsystem föreslogs att vara förklaring till denna variation.
| Planet         | Massa | Halv storaxel (AE) | Siderisk omloppstid (d) | Excentricitet | Inklination | Radie |
| -------------- | ----- | ------------------ | ----------------------- | ------------- | ----------- | ----- |
| b (obekräftad) | 10 MJ | 0,3                | 30,0                    | 0             | -           | -     |
| c (obekräftad) | 60 MJ | 2,5                | 650                     | 0,00          | -           | -     |